# Emma Greenwell
Emma Greenwell (Greenwich, 14 gennaio 1989) è un'attrice statunitense, nota per il suo ruolo di Mandy Milkovich nella serie televisiva statunitense Shameless.

## Biografia
Passò i primi anni della sua vita a New York e la maggior parte della sua infanzia in Inghilterra, dove studiò recitazione alla London Academy of Music and Dramatic Art (LAMDA). Dopo essersi laureata, tornò negli Stati Uniti, a Los Angeles, California. Fu proprio lì che ottenne il suo primo ruolo, quello di Mandy Milkovich nella serie televisiva statunitense Shameless, come fidanzata di Lip Gallagher per un lasso di tempo; fece l'ultima comparsa nello show nella nona puntata della sesta stagione. Emma è anche conosciuta per il ruolo di Claudia in True Blood, è inoltre apparsa come guest star in Law & Order - Unità vittime speciali. Al cinema è apparsa nel film PPZ - Pride + Prejudice + Zombies nel ruolo di Caroline Bingley.

## Vita privata
Greenwell è sposata e ha un figlio.

## Filmografia

### Cinema
- Holy Ghost People, regia di Mitchell Altieri (2013)
- Dare to Be Wild, regia di Vivienne De Courcy (2015)
- PPZ - Pride + Prejudice + Zombies (Pride and Prejudice and Zombies), regia di Burr Steers (2016)
- Amore e inganni (Love & Friendship), regia di Whit Stillman (2016)
- Serpente a sonagli (Rattlesnake), regia di Zak Hilditch (2019)

### Televisione
- True Blood – serie TV, 3 episodi (2012)
- Law & Order - Unità vittime speciali (Law & Order: Special Victims Unit) – serie TV, episodio 15x24 (2014)
- Shameless – serie TV, 32 episodi (2012-2016)
- The Path – serie TV, 36 episodi (2016-2018)
- The Rook – serie TV , 8 episodi (2019)

## Doppiatrici italiane
Nelle versioni in italiano delle opere in cui ha recitato, Emma Greenwell è stata doppiata da:
- Giulia Franceschetti in Shameless, Serpente a sonagli
- Francesca Manicone in PPZ - Pride + Prejudice + Zombies
- Perla Liberatori in Amore e inganni
- Valentina Favazza in The Path